# Teofan i Teodor Žigosani
Teofan i Teodor Ožigosani bili su braća iz Palestine, pobornici štovanja svetih slika tijekom druge ikonoklastičke rasprave.
Nakon što je carigradskim patrijarhom postao Ivan VII., ponovno se pojavio progon štovatelja svetih slika. Teofanu i Teodoru užarenim su željezom utisnuli na čelu stihove, kako bi ih podvrgnuli ruglu. Zbog toga su zadobili naslov Žigosani (grčki: Gaptoi). Teofan je zatim imenovan nicejskim metropolitom.

### Članci
- Tadin, Marin. 1984. Bizantinski ikonoklazam ili kipoborstvo (730—843. god.). Crkva u svijetu. Sveučilište u Splitu - Katolički bogoslovni fakultet. Split. 19 (4): 391–405